# دهستان دراک
دهستان دراک یا منطقه دراک نام دهستانی در بخش مرکزی شهرستان شیراز، استان فارس در ایران است. بر اساس سرشماری مرکز آمار ایران در سال ۱۳۹۵، جمعیت آن ۱,۶۶۸,۸۸۶ نفر (۵۰۹,۸۱۲ خانوار) بوده‌است.

## جمعیت
جمعیت دهستان دراک با احتساب شهر شیراز و صدرا بر اساس سرشماری مرکز آمار ایران در سال ۱۳۹۵ ، ۱,۶۶۸,۸۸۶ نفر (۵۰۹,۸۱۲ خانوار) بوده است.